# Wall to Wall
"Wall to Wall" é o primeiro single de Chris Brown de seu segundo álbum de estúdio, Exclusive. Produzido por Swizz Beatz, o single recebeu uma certificação de platina no Brasil, devido a mais de 100 mil downloads pagos, segundo a ABPD.

## Desempenho nas paradas musicais
Na Billboard Hot 100 estreou na posição #96 e chegou apenas na posição 79.
| Parada musical (2007)                            | Melhor posição |
| ------------------------------------------------ | -------------- |
| Estados Unidos - Billboard Hot 100               | 79             |
| Estados Unidos - Billboard Hot R&B/Hip-Hop Songs | 22             |
| Austrália                                        | 21             |
| Nova Zelândia                                    | 15             |
| Alemanha                                         | 59             |
| Suíça                                            | 87             |
| Irlanda                                          | 47             |
| Reino Unido                                      | 75             |